# Alma Izquierdo
Alma Izquierdo (ur. 21 marca 1984) – meksykańska zapaśniczka w stylu wolnym. Zajęła czwarte miejsce na mistrzostwach panamerykańskich w 2002. Srebrna medalistka igrzysk Ameryki Środkowej i Karaibów w 2002 roku.